# Dream Quest Images
Dream Quest Images était un studio de production d'effets spéciaux visuels au moyen d'images de synthèse, créé en 1982 pour réaliser des effets visuels dans le film Blade Runner. Il obtint dès 1983 un contrat pour les effets spéciaux de la série V. Il était basé à Simi Valley en Californie.
Le studio a été racheté en mai 1996 par la Walt Disney Company.
En octobre 1999, le studio est fusionné avec le service des effets spéciaux de Walt Disney Pictures et renommé le Secret Lab.
Le personnel fut reclassé en interne après la fermeture du studio en 2001.

## Filmographie
Le studio a réalisé entre autres les effets spéciaux des films et séries :
- 1982 : Blade Runner
- 1983 : V
- 1984 : Gremlins
- 1985 : D.A.R.Y.L.
- 1987 : Predator
- 1988 : Moonwalker
- 1988 : Beetlejuice
- 1989 : Abyss
- 1990 : Total Recall
- 1990 : L'Exorciste, la suite
- 1991 : Hot Shots!
- 1991 : La Fin de Freddy : L'Ultime Cauchemar
- 1992 : Toys
- 1992 : Les Petits Champions (Mighty Ducks)
- 1993 : Sacré Robin des Bois
- 1993 : Les Trois Mousquetaires
- 1994 : The Crow
- 1994 : Wyatt Earp
- 1994 : The Mask
- 1995 : Waterworld
- 1996 : The Rock
- 1997 : George de la jungle
- 1997 : Flubber
- 1997 : Kundun
- 1997 : Les Ailes de l'enfer (Con Air)
- 1998 : Armageddon
- 1998 : 6 jours, 7 nuits
- 1999 : Instinct
- 1999 : L'Homme bicentenaire (Bicentennial Man)
- 1999 : Inspecteur Gadget (Inspector Gadget)
- 1999 : Mon ami Joe (Mighty Joe Young)
- 1999 : Stigmata
- 1999 : Sixième Sens
- 2000 : Mission to Mars
- 2000 : Shanghai Kid (Shanghai Noon)
- 2001 : La planète des singes

## Référence
1. 1 2  (en) Dave Smith, Disney A to Z: The Updated Official Encyclopedia, p. 170